# Jasmina Hostert
Jasmina Hostert (nascida Pašić a 3 de dezembro de 1982) é uma política alemã de ascendência bósnia. Ela é membro do Partido Social-Democrata da Alemanha (SPD).
Ela nasceu em Sarajevo, capital da Bósnia e Herzegovina. No início da Guerra da Bósnia, ela foi gravemente ferida por uma granada em outubro de 1992, o que a fez perder o braço direito.

## Carreira
Ela serviu como presidente do Comité Paraolímpico Nacional da Alemanha em 2019.
Nas eleições federais alemãs de 2017 disputou o círculo eleitoral de Böblingen. Ela disputou o mesmo círculo eleitoral em 2021 e ficou em segundo lugar, mas foi eleita para o Bundestag pela lista estadual. Hostert e Adis Ahmetovic, também do SPD, são os primeiros parlamentares de ascendência bósnia.